# Gregório de Decápolis
São Gregório de Decápolis ou Gregório Decapolita (Όσιος Γρηγόριος ο Δεκαπολίτης; antes de 797 - 20 de novembro de 842 ou antes) foi um monge bizantino do século IX, notável por seus milagres e suas viagens através do mundo bizantino. Ele é conhecido como "O Novo Taumaturgo" (ο νέος θαυματουργός, ho neos thaumatourgos), e seu dia de celebração na Igreja Ortodoxa é 20 de novembro.

## Biografia

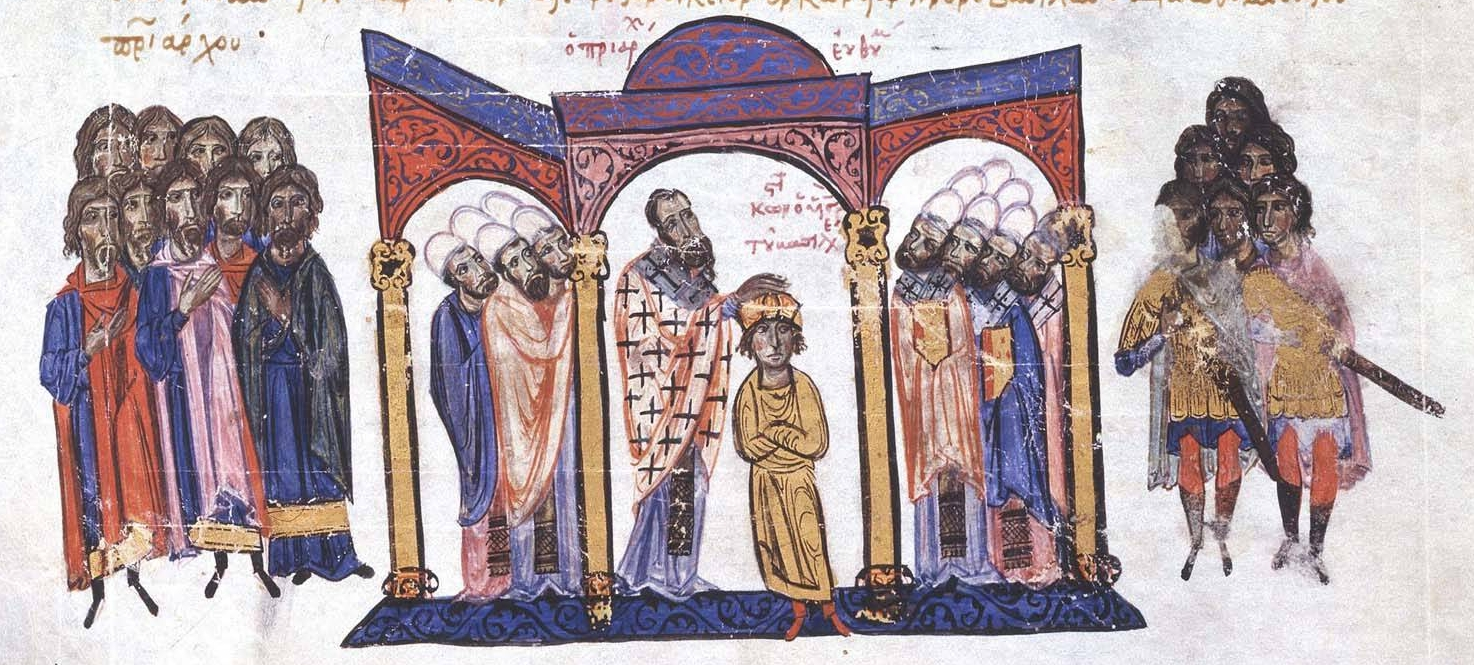
Coroação de r. como coimperador em 908 pelo patriarca Eutímio I

Gregório nasceu no final do século VIII em Irenópolis na Decápole Isaura, por isso seu apelido. Francis Dvornik situou seu nascimento entre 780 e 790, enquanto Cyril Mango considerou o ano 797 como um terminus ante quem para seu nascimento. Seus parentes foram Sérgio e Maria, e teve ao menos um irmão, cujo nome é desconhecido. Um membro posterior de sua família foi o patriarca de Constantinopla do começo do século X, Eutímio I (907–912).
Segundo sua hagiografia, começou seu ensino fundamental aos 8, mas partiu de sua casa para as montanhas quando seus parentes quiseram casá-lo (ca. 815/816). Lá encontrou o antigo bispo de Irenópolis, que foi forçado a abandonar sua sé devido a sua oposição à adoção renovada da iconoclastia. Após receber sua benção, e sobre o conselho de sua mãe, entrou no mosteiro onde seu irmão já era um monge. Logo, contudo, caiu com seu abade pró-iconoclastia, e abandonou o mosteiro por aquele de seu tio materno, Simeão. Ele permaneceu no mosteiro de seu tio por 14 anos, após o que pediu permissão para retirar-se para uma caverna como um ermitão (ca. 830). Lá, repetidamente experimentou uma visão da luz divina, bem como uma aparição duma mulher que miraculosamente curou-o de seu desejo sexual por meio de algum tipo de operação, uma possível alusão a Gregório ser um eunuco.

Império Bizantino em 867

Em ca. 832/833, após receber um "comando divino", começou suas andanças através do mundo bizantino. Foi primeiro para Éfeso, donde tomou navio para Proconeso, Eno e Cristópolis. De lá, viajou por terra para Tessalônica e Corinto. De Corinto, tomou um navio para Roma via Régio e Nápoles. Gregório permaneceu num cubículo em Roma por três meses, antes de continuar sua jornada para Siracusa na Sicília, onde novamente passou o templo em isolada contemplação numa torre no porto. Da Sicília, retornou para Tessalônica via Otranto, onde foi confundido com um espião árabe e maltratado (ca. 834). Em Tessalônica, ensinou para vários pupilos, incluindo José, o Hinógrafo.
Alguns anos depois, possivelmente ca. 836/837, partiu - acompanhado por José, segundo a hagiografia do último - para Constantinopla, onde ficou na Igreja Antipas ou Igreja de São Sérgio e São Baco, e visitou o mosteiro comunitário do Monte Olimpo na Bitínia. Seus últimos anos foram marcados pela doença, primeiro epilepsia e então hidropsia. Ele morreu em 20 de novembro de 842 ou, segundo interpretações diferentes, 841 ou talvez ainda mais cedo. Em ca. 850, seus restos foram transferidos para um mosteiro fundado por José, o Hinógrafo próximo da tumba de João Crisóstomo na Igreja dos Santos Apóstolos.

## Historiografia e veneração
A hagiografia que descreve sua vida é atribuída ao monge e escritor contemporâneo Inácio, o Diácono, mas a autoria é disputada. Apesar de ter vivido no segundo período da iconoclastia bizantina e ser registrado como um advogado da visão iconófila, Gregório não foi perseguido. Como santo, foi principalmente lembrado como um taumaturgo. O único escrito sobrevivente de Gregório é um sermão sobre a - provavelmente histórico - conversão de um muçulmano ao cristianismo.
Como um trabalho histórico, sua hagiografia é uma fonte pobre sobre eventos contemporâneos, mas "fornece muita evidência sobre prática administrativa e legal" no Império Bizantino contemporâneo. Imagens de Gregório são raras, e é descrito "como um monge com um aparada barba branca redonda". Sua dia de celebração na Igreja Ortodoxa Oriental é 20 de novembro.